# محله لورک
لورک نام محلی از توابع ولاشان در استان اصفهان ایران است.